# 拉諾韋 (別列佐夫卡區)
47°14′30″N 30°56′56″E / 47.24167°N 30.94889°E
拉諾韋（烏克蘭語：Ланове）是位於烏克蘭西南部的村莊，由敖德萨州贝雷济夫卡区的貝雷濟夫卡市鎮負責管轄。該村始建於1898年，面積0.46平方公里，海拔高度103米，2001年人口225，人口密度每平方公里494.51人。